# Peg Entwistle

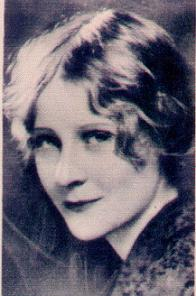
Peg Entwistle

Peg Entwistle (* 5. Februar 1908 in Port Talbot, Wales als Millicent Lilian Entwistle; † 16. September 1932 in Los Angeles) war eine walisisch-stämmige US-amerikanische Schauspielerin, die eine kurze Karriere in Hollywood hatte. Bekannt wurde sie durch ihren Freitod. Sie stürzte sich von dem Buchstaben „H“ des weltbekannten Hollywood-Schriftzugs in Los Angeles und wurde somit zu einem Symbol für die dunkle Seite des Hollywood-Traums.

## Leben
Entwistle war die Tochter von Robert Symes Entwistle und dessen Frau Emily (geb. Stevenson). Die Eheleute ließen sich 1910 scheiden. 1914 heiratete ihr Vater ein zweites Mal. Seine neue Ehefrau, Lauretta-Amanda Ross, war die Schwester der Ehefrau seines Bruders, Harold Entwistle, also seine frühere Schwägerin. Im März 1916 übersiedelte die Familie mit dem Schiff Philadelphia nach New York. Hier bekamen die Eheleute noch zwei Söhne, Milton und Bobby. 1921 starb ihre Stiefmutter an Meningitis und ihr Vater wurde am 2. November 1922 von einem Auto überfahren (der Unfallverursacher beging Fahrerflucht) und erlag seinen Verletzungen am 19. Dezember des gleichen Jahres. Peg Entwistle wuchs anschließend zusammen mit ihren beiden Halbgeschwistern bei ihrem Onkel, Harold Entwistle, in Los Angeles auf, der sie als Manager des damals berühmten Bühnenschauspielers Walter Hampden mit dem Beruf in Verbindung brachte.
Peg Entwistle heiratete am 18. April 1927 den Schauspieler Robert Keith. Ihre Ehe wurde jedoch bereits im Mai 1929 wieder geschieden.
Zwischen 1925 und 1932 spielte Entwistle in einigen Broadway-Produktionen und bekam überwiegend gute Kritiken. Sie kehrte von New York nach Los Angeles zurück, weil sie ein Engagement als Bühnendarstellerin im Belasco Theatre erhielt. Hier wurde sie von einem Vertreter der RKO-Studios entdeckt und bekam eine erste Rolle als Hazel Clay Cousins im Film Thirteen Women. Der Streifen, eine krude Mischung aus Kriminal- und Horrorfilm, wurde allerdings ein Flop; der Produzent David O. Selznick (der 1939 und 1940 jeweils den Oscar für Vom Winde verweht und Rebecca zugesprochen bekam) musste sein Werk von ursprünglichen 74 auf 59 Minuten kürzen. Den Schnitten fiel auch der größte Teil von Peg Entwistles Rolle zum Opfer.

## Tod
Entwistle verließ am Abend des 16. September 1932 das Haus ihres Onkels am Beachwood Drive, um sich angeblich mit Freunden im nahe gelegenen Drugstore zu treffen. Tatsächlich ging sie in die Gegenrichtung durch unwegsames Gelände bis zum Hollywood-Schriftzug (damals noch „HOLLYWOODLAND“) am Mount Lee. Dort zog sie ihre Schuhe und den Mantel aus, den sie sorgfältig zusammenfaltete, stieg mittels der auf der Rückseite für Wartungsarbeiten angebrachten Leiter auf den 15 Meter hohen Buchstaben H und sprang in den Tod. Ihr Leichnam wurde zwei Tage später nach einem anonymen telefonischen Hinweis gefunden. Die Polizei entdeckte in ihrer Geldbörse folgenden Abschiedsbrief: “I am afraid I am a coward. I am sorry for everything. If I had done this a long time ago, it would have saved a lot of pain. P. E.” (Übers.:„Ich fürchte, ich bin ein Feigling. Es tut mir alles leid. Hätte ich dies vor langer Zeit schon getan, hätte es viele Schmerzen erspart. P.E.“).
Eine der Hollywood-Legenden, die sich um Peg Entwistles Tod ranken, lautet, dass ihr Onkel zwei Tage später einen an seine Nichte gerichteten Brief geöffnet haben soll, der am Tage vor ihrem Selbstmord vom Beverly Hills Playhouse abgeschickt worden sein soll. Darin soll ihr ein Angebot für die Hauptrolle einer Figur unterbreitet worden sein, die am Ende des Films Selbstmord begeht. Es handelt sich wahrscheinlich um eine erfundene Story, da nirgends Belege für dieses Gerücht existieren.
Ihr Körper wurde verbrannt, das Begräbnis fand in Hollywood statt. Die Asche der 24-jährigen Peg Entwistle wurde später nach Glendale, Ohio überführt und am 5. Januar 1933 auf dem Oak Hill Cemetery neben ihrem Vater beigesetzt.

## Filmografie
- 1932: Thirteen Women